# Terra Deu, Terra Come
Terra Deu, Terra Come é um documentário brasileiro lançado em 2010, produzido e dirigido por Rodrigo Siqueira com colaboração na direção de Pedro de Alexina.

## Sinopse
Pedro de Almeida, garimpeiro de 81 anos de idade, comanda como mestre de cerimônias o velório, o cortejo fúnebre e o enterro de João Batista, que morreu com 120 anos. O ritual sucede-se no quilombo Quartel do Indaiá, distrito de Diamantina, Minas Gerais. Com uma canequinha esmaltada, ele joga as últimas gotas de cachaça sobre o cadáver já assentado na cova: “O que você queria taí! Nós não bebeu ela não, a sua taí. Vai e não volta pra me atentar por causa disso não. Faz sua viagem em paz”.
Dessa maneira acaba o sepultamento de João Batista, após 17 horas de velório, choro, riso, farra, reza, silêncios, tristeza. No cortejo, muita cantoria com os versos dos vissungos, tradição herdada da áfrica. Descendente de escravos que trabalhavam na extração de diamantes, nas Minas Gerais do tempo do Brasil Império, Pedro é um dos últimos conhecedores dos vissungos, as cantigas em dialeto banguela cantadas durante os rituais fúnebres da região, que eram muito comuns nos séculos 18 e 19.
Garimpeiro de muita sorte, Pedro já encontrou diamantes de tesouros enterrados pelos antigos escravos, na região de Diamantina. Mas, o primeiro diamante que encontrou, há 70 anos, o tio com quem trabalhava o enterrou e morreu sem dizer onde. Depois disso, vive sempre em uma sinuca: para reencontrar o diamante só se invocar a alma de seu tio João dos Santos. “É um diamante e tanto, você precisa ver que botão de mágoa.” Ao conduzir o funeral de João Batista, Pedro desfia histórias carregadas de poesia e significados metafísicos, que nos põem em dúvida o tempo inteiro: João Batista tinha pacto com o Diabo?; O Diabo existe?; estamos sozinhos, ou as almas também estão entre nós?; como Deus inventou a Morte?
A atuação de Pedro e seus familiares frente à câmera nos provoca pela sua dramaturgia espontânea, uma auto-mise-en-scène instigante. No filme, não se sabe o que é fato e o que é representação, o que é verdade e o que é um conto, documentário ou ficção, o que é cinema e o que é vida, o que é africano e o que é mineiro, brasileiro.

## Premios e Festivais
- É Tudo Verdade - 15º Festival Internacional de Documentários - Melhor Documentário Brasileiro (2010)[2]
- Mostra Panorâmica 38º Festival de Gramado - Melhor Filme (2010)[3]
- Amazônia Doc 2010 - Melhor Filme e Melhor Direção (2010)
- BH Forum Doc 2010 - Melhor Filme (2010)
- DOK Leipzig - Dove Talent Award (2010)[4]
- ATLANTIDOC - Uruguai - Melhor Som (2010)
- Prêmio APCA 2010 - Melhor Documentário (2011)[5]
- Festival SESC Melhores Filmes 2011 - Melhor Documentário segundo a Crítica Especializada (2011)[6]
- CineBH - Abertura (2010)
- Festival Ambulante – México (2011)
- FICG26 - Festival Internacional des Cine en Guadalajara – México (2011)
- 23° Rencontres Cinémas d’Amérique Latine de Toulouse – França (2011)
- Cinelatino - Alemanha (2011)
- 13ª Festival du Cinéma Brésilien de Paris – França (2011)
- EDOC 2011 - Equador (2011)
- 1º Festival Internacional Lume de Cinema – Menção Honrosa (2011)